# Oreolyce aphala
Oreolyce aphala är en fjärilsart som beskrevs av Hans Fruhstorfer 1910. Oreolyce aphala ingår i släktet Oreolyce och familjen juvelvingar. Inga underarter finns listade i Catalogue of Life.